# Catedral de San Juan Bautista (Ragusa)
La catedral de San Juan Bautista o simplemente catedral de Ragusa (en italiano: Cattedrale di S. Giovanni Battista) es una catedral católica en Ragusa, Sicilia, en Italia que está dedicada a San Juan Bautista. La iglesia actual data de principios del siglo XVIII. Ha sido la sede de los obispos de Ragusa desde el establecimiento de la diócesis en 1950.
Una iglesia de San Giovanni Battista se levantó antes del terremoto de Sicilia de 1693 en el oeste del casco antiguo de Ragusa (Ragusa Ibla) bajo las paredes de un castillo medieval, donde ahora se levanta la iglesia de Santa Inés.
Severamente dañada por un terremoto, fue reconstruida en el centro de la nueva ciudad alta de Ragusa en el distrito de "Patro".  El 15 de abril de 1694 se colocó la primera piedra. La iglesia fue terminada después de solo cuatro meses, de modo que el 16 de agosto del mismo año se abrió para el culto en una ceremonia solemne a la que asistieron todos los ancianos del Condado.
El interior del templo actual data de los siglos XIX y XX. En 1950 la iglesia se convirtió en la catedral de la entonces recientemente creada diócesis de Ragusa.

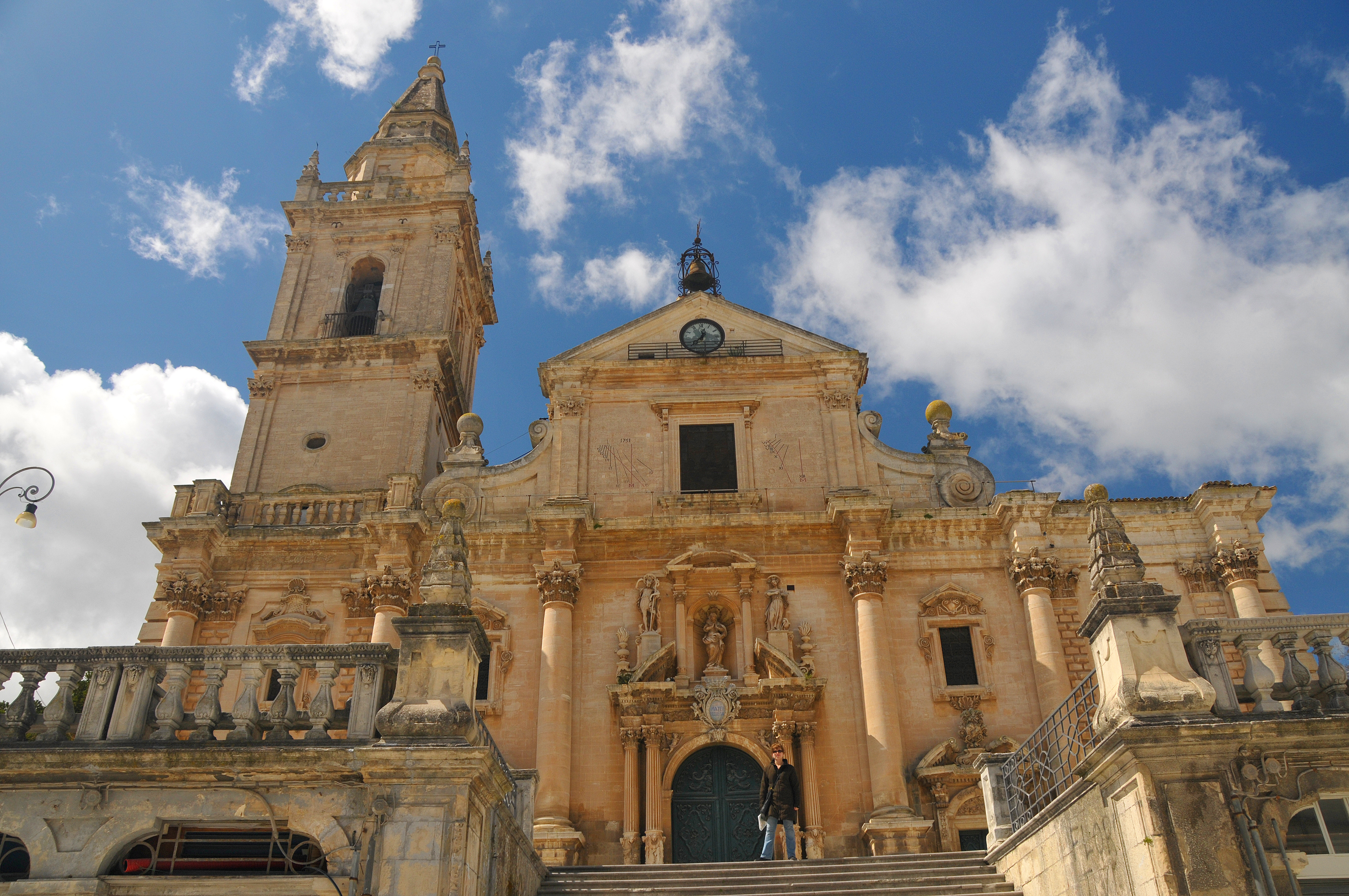
Vista en escorzo de la fachada

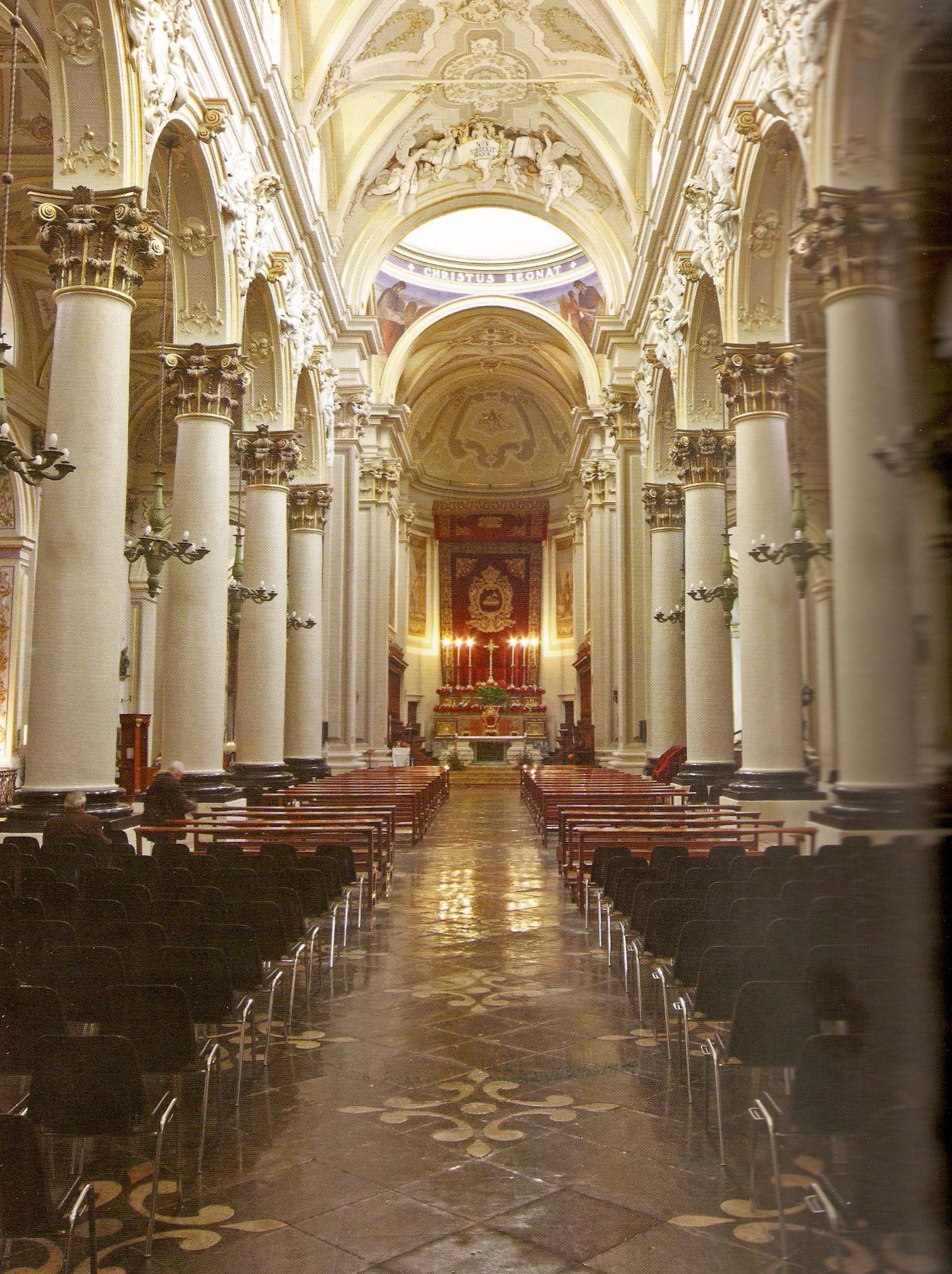
Vista interna